# Comune di Skævinge
Il comune di Skævinge, fino al 1º gennaio 2007 è stato un comune danese situato nella Contea di Frederiksborg; il comune aveva una popolazione di 6 225 abitanti (2006) e una superficie di 68 km². Capoluogo era la cittadina di Skævinge.
Dal 1º gennaio 2007, con l'entrata in vigore della riforma amministrativa, il comune è stato soppresso e accorpato al riformato comune di Hillerød.